# George Black (homme politique canadien)
Pour les articles homonymes, voir George Black et Black.
George Black (né le 10 avril 1873 – mort le 23 août 1965) est un administrateur et homme politique du Yukon, Canada. Ayant émigré dans ce territoire en 1898 lors de la ruée vers l'or du Klondike, il pratique le droit à Dawson City après avoir perdu sa fortune lors d'une inondation.

## Biographie
Il est élu au conseil territorial du Yukon (en) en 1905 et est battu lors de l'élection fédérale canadienne de 1908. Lors de l'élection fédérale canadienne de 1911, il est chef de campagne de H. H. Stevens (en). Il est par la suite nommé Commissaire du Yukon par le gouvernement de Robert Laird Borden. Lors de la Première Guerre mondiale, Black rassemble un régiment du Yukon. Il est le capitaine et est blessé au combat.
Après la guerre, il s'établit en Colombie-Britannique en 1919 et tente, sans succès, d'être élu à l'Assemblée législative de la Colombie-Britannique. Il est finalement élu lors de l'élection fédérale canadienne de 1921 sous la bannière conservatrice. Après l'élection fédérale canadienne de 1930, le nouveau Premier ministre du Canada, Richard Bedford Bennett, nomme Black Président de la Chambre des communes du Canada. 